# دسر

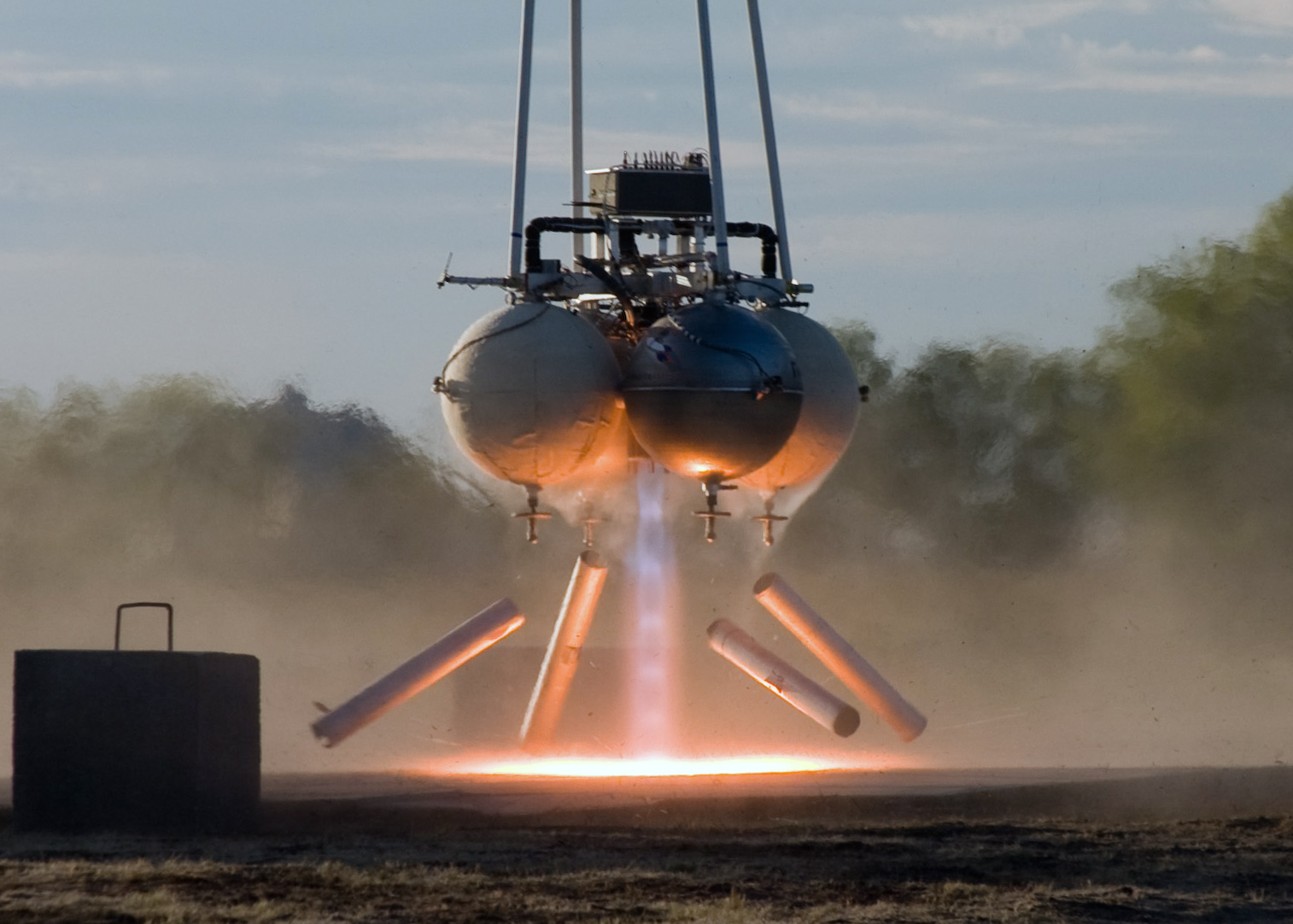

الدَسر  صناعة قوة تنتج حركة، مثلا نظام دسر المركبات عادة ينتج قوة دفع ويتألف من مكونات مثل المحرك والمراوح والملفاف ذو الدولاب والجزع موصولة بعلبة تروس وتعشيق إلخ.
ولعل أبرز أنواع الدسر:
- محرك الاحتراق الداخلي
- المحرك النفاث والمنفث
- الغاز المضغوط في البخاخة